# 红普提鱼
红普提鱼，为輻鰭魚綱鱸形目隆头鱼科的其中一種，俗名西班牙豬魚。

## 分布
本魚分布於西大西洋區，包括加勒比海、佛羅里達州南部、巴西南部等海域。

## 深度
水深1至70公尺。

## 特徵
本魚幼魚時體上半部從眼睛到背鰭後部為紫藍色，成魚主要是紅色，側腹下半部為黃色。背鰭硬棘12枚；背鰭軟條9至11枚；臀鰭硬棘3枚；臀鰭軟條11至13枚，體長可達40公分。

## 生態
本魚棲息於岩礁或珊瑚礁區。屬肉食性，以海星、甲殼動物、軟體動物與海膽等為食。稚魚期會剔啄來自較大的魚上的寄生蟲。

## 經濟利用
作為觀賞魚，可食用，但有雪卡魚中毒的紀錄。